# Franciszek Ksawery Makarowicz
Franciszek Ksawery Makarowicz (ur. 1739 w Lublinie, zm. 31 października 1815 w Warszawie) – członek Rady Zastępczej Tymczasowej i sędzia Sądu Najwyższego Kryminalnego w insurekcji kościuszkowskiej, burmistrz Lublina od 1779, wójt i ławnik miasta Starej Warszawy.
Był członkiem delegacji wysłanej do podpisania kapitulacji stolicy w 1794.

## Życiorys
Urodził się w Lublinie w rodzinie rajcy miejskiego z rodu ormiańskiego Jana Makarowicza i pochodzącej ze szkockiej rodziny Anny Szuart. W Lublinie był właścicielem tzw. kamienicy Lubomelskich. W Warszawie był właścicielem kamienicy na Krakowskim Przedmieściu nr hip. 434.